# Cryptax orygmi
Cryptax orygmi är en svampdjursart som beskrevs av de Laubenfels 1954. Cryptax orygmi ingår i släktet Cryptax och familjen Halichondriidae.
Artens utbredningsområde är havet kring Mikronesien. Inga underarter finns listade i Catalogue of Life.